# Nastri d'argento 1994
La 49ª edizione dei Nastri d'argento si è svolta il 19 marzo 1994 a Roma.

## Vincitori e candidati
I vincitori sono indicati in grassetto, a seguire gli altri candidati.

### Regista del miglior film
- Nanni Moretti - Caro diario
- Silvio Soldini - Un'anima divisa in due
- Francesca Archibugi - Il grande cocomero
- Roberto Faenza - Jona che visse nella balena
- Ricky Tognazzi - La scorta

### Migliore regista esordiente
- Pappi Corsicato - Libera
- Wilma Labate - Ambrogio
- Leone Pompucci - Mille bolle blu
- Gianpaolo Tescari - Tutti gli uomini di Sara

### Miglior produttore
- Fulvio Lucisano, Leo Pescarolo e Guido De Laurentiis - Il grande cocomero
- Nanni Moretti ed Angelo Barbagallo - Caro diario
- Aurelio De Laurentiis e Luigi De Laurentiis - Per amore, solo per amore
- Giovanni Bertolucci - Dove siete? Io sono qui
- Elda Ferri - Jona che visse nella balena

### Miglior soggetto
- Francesca Archibugi - Il grande cocomero
- Nanni Moretti - Caro diario
- Maurizio Zaccaro - L'Articolo 2
- Franco Bernini, Angelo Pasquini e Gabriele Salvatores - Sud
- Pappi Corsicato - Libera

### Migliore sceneggiatura
- Francesca Archibugi - Il grande cocomero
- Suso Cecchi D'Amico e Cristina Comencini - La fine è nota
- Maurizio Zaccaro - L'Articolo 2
- Roberto Faenza - Jona che visse nella balena
- Liliana Cavani ed Italo Moscati - Dove siete? Io sono qui

### Migliore attrice protagonista
- Chiara Caselli - Dove siete? Io sono qui
- Galatea Ranzi - Fiorile
- Nancy Brilli - Tutti gli uomini di Sara
- Iaia Forte - Libera
- Alessia Fugardi - Il grande cocomero

### Migliore attore protagonista
- Paolo Villaggio - Il segreto del bosco vecchio
- Sergio Castellitto - Il grande cocomero
- Nanni Moretti - Caro diario
- Fabrizio Bentivoglio - Un'anima divisa in due
- Carlo Cecchi, Ricky Memphis, Enrico Lo Verso, Claudio Amendola e Tony Sperandeo - La scorta

### Migliore attrice non protagonista
- Milena Vukotic - Fantozzi in paradiso
- Marina Confalone - Arriva la bufera
- Anna Mazzamauro - Fantozzi in paradiso
- Cristina Donadio - Libera
- Asia Argento - Condannato a nozze

### Migliore attore non protagonista
- Alessandro Haber - Per amore, solo per amore
- Claudio Bigagli - Fiorile
- Felice Andreasi - Un'anima divisa in due
- Leo Gullotta - La scorta
- Gigi Reder - Fantozzi in paradiso

### Migliore musica
- Federico De Robertis - Sud
- Pino Donaggio - Dove siete? Io sono qui
- Riz Ortolani - Magnificat
- Ennio Morricone - Jona che visse nella balena
- Nicola Piovani - Caro diario

### Migliore fotografia
- Vittorio Storaro - Piccolo Buddha (Little Buddha)
- Giuseppe Lanci - Fiorile
- Tonino Delli Colli - Luna di fiele (Bitter Moon)
- Carlo Di Palma - Misterioso omicidio a Manhattan (Manhattan Murder Mystery)
- Dante Spinotti - Il segreto del bosco vecchio

### Migliore scenografia
- Dante Ferretti - L'età dell'innocenza (The Age of Innocence)
- Gianni Sbarra - Fiorile
- Giuseppe Pirrotta - Magnificat
- Paolo Biagetti - Il segreto del bosco vecchio
- Ferdinando Scarfiotti - Toys - Giocattoli (Toys)

### Migliori costumi
- Gabriella Pescucci - L'età dell'innocenza (The Age of Innocence)
- Antonella Berardi - La fine è nota
- Lina Nerli Taviani - Fiorile
- Maurizio Millenotti - Il segreto del bosco vecchio
- Sissi Parravicini - Magnificat

### Migliori doppiaggi femminile e maschile
- Alessandra Korompay - per la voce di Juliette Binoche in Tre colori - Film blu (Trois couleurs: Bleu)
- Giancarlo Giannini - per la voce di Al Pacino in Carlito's Way

### Regista del miglior cortometraggio
- Andrea Marzari - La caccia

### Miglior produttore di cortometraggi
- Corona Cinematografica - per il complesso della produzione

### Regista del miglior film straniero
- Robert Altman - America oggi (Short Cuts)
- Clint Eastwood - Gli spietati (Unforgiven)
- Neil Jordan - La moglie del soldato (The Crying Game)
- Chen Kaige - Addio mia concubina (Ba wang bie ji)
- Jane Campion - Lezioni di piano (The Piano)

### Nastro d'argento europeo
- Ken Loach - Piovono pietre (Raining Stones)
- Edgar Reitz - Heimat 2 - Cronaca di una giovinezza (Die zweite Heimat - Chronik einer Jugend)
- Wim Wenders - Così lontano così vicino (In weiter Ferne, so nah!)
- Stephen Frears - The Snapper
- Alain Resnais - Smoking/No Smoking